# 建設者同盟

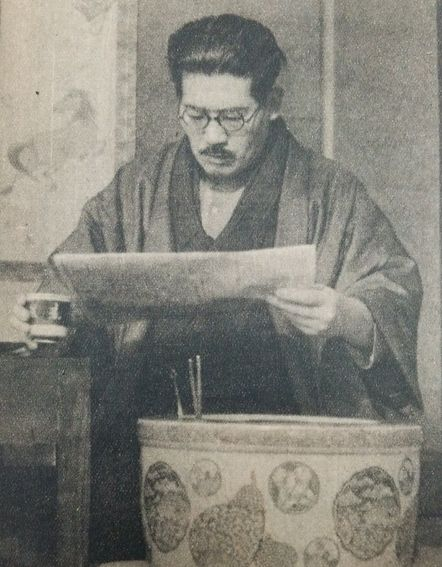
浅沼稲次郎

建設者同盟（けんせつしゃどうめい）は、1919年（大正8年）11月、早稲田大学を中心に結成された学生運動団体である。大正デモクラシー期の学生団体としては東京帝国大学の新人会と並ぶ存在であった。

## 概要
早稲田大学では1918年末、東京帝大における新人会結成に刺激され、1919年2月、学生団体「民人同盟会」が結成された。しかしこの会は顧問の招聘をめぐる問題から対立が深まり、和田巌・浅沼稲次郎・稲村隆一・三宅正一・田所輝明ら民人同盟会を脱退したメンバーが、北沢新次郎（早稲田大学教授）を顧問に、同年11月新たに結成したのが建設者同盟である。
分裂後次第に急進化していった民人同盟会と比べれば、結成当初の建設者同盟は穏健な思想であったとされ、1920年8月に社会主義者が大同団結して結成した日本社会主義同盟には会の中心である和田が発起人として参加していたものの、大山郁夫・山川均・山川菊栄・大杉栄らを講師に招いて月2回の定例研究会を開催するなど、運動としてはあくまで啓蒙運動を主としていた。その後、会には東大・慶大・明大など他大学の学生も加入するようになり、大学横断的な組織に発展した。
1922年10月、建設者同盟は機関誌『建設者』を創刊、翌11月には学生連合会の発足にともない加盟した。この時期、顧問である北沢が「（労働団体の）友愛会は東大の連中（＝新人会）が牛耳っているから我々は農民運動を始めよう」と助言したこともあって、会は次第にそれまでの研究・啓蒙団体から農業・農民問題を中心に政治的実践に関わる団体へと脱皮していった。そして同年秋の日本農民組合（日農）関東同盟の結成を指導、日農の左傾化に貢献した。さらに翌1923年春、早大学内の団体として「文化同盟」が発足した結果、建設者同盟は学外者を中心とした社会主義団体へと再編され、浅沼・三宅・稲村・平野力三など中心的な同人は、農民運動の指導者となっていった。
しかし1926年に入って無産政党結成運動において党派的分裂が進行することになると、建設者同盟同人内部の思想的対立も表面化し、同年12月、三宅・浅沼らが単一無産政党として結成された左派優位の労働農民党（労農党）を脱党し、中間派の日本労農党（日労党）を結党したことをきっかけに建設者同盟は解散した。

## 機関誌
1922年10月に創刊された機関誌『建設者』は、1923年12月号まで刊行され、その後『青年運動』（1924年2月 - 1925年7月号）、『無産階級』（1925年9月 - 1926年9月号）、『無産農民』（1926年10月 - 12月）と改題を繰り返し会の解散まで続刊された。各誌は1970年から1972年にかけて、法政大学大原社会問題研究所編集による叢書『日本社会運動史料 機関紙誌篇』の一部として、神田文人による「解題」を付して法政大学出版局より復刻刊行されている。また、機関誌とは別に堺利彦『社会主義学説の大要』など『建設者パンフレット』も刊行された。

## 関連文献
- 伊藤隆 『大正期「革新派」の成立』 塙書房（塙選書）、1978年
- 神田文人 「建設者同盟」 『国史大辞典』第5巻 吉川弘文館、1985年